# Hrvatska radiotelevizija

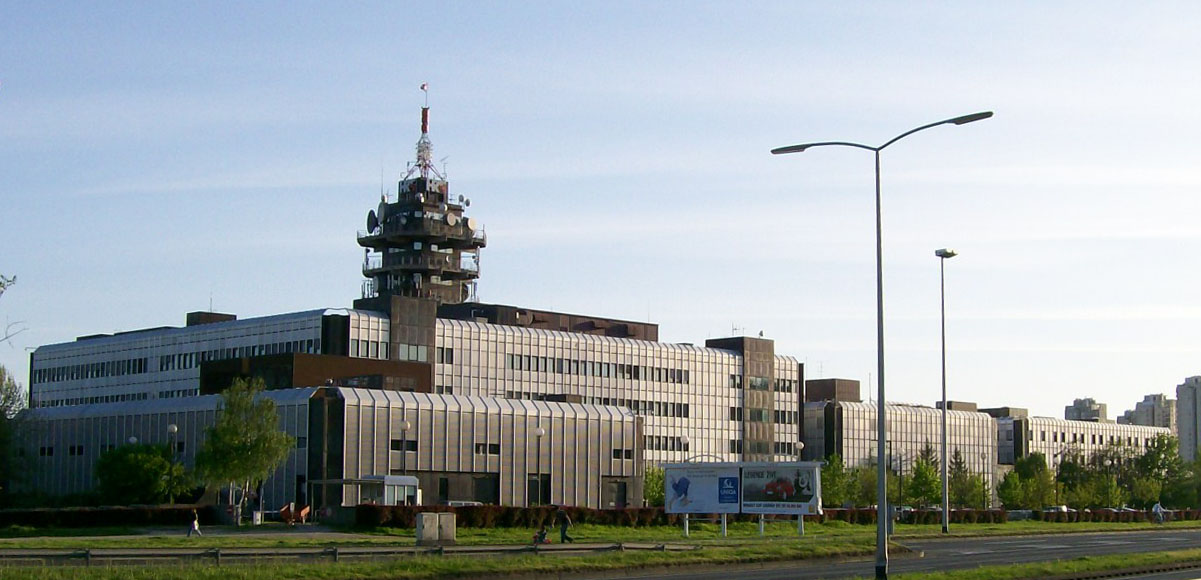
Siedziba HRT

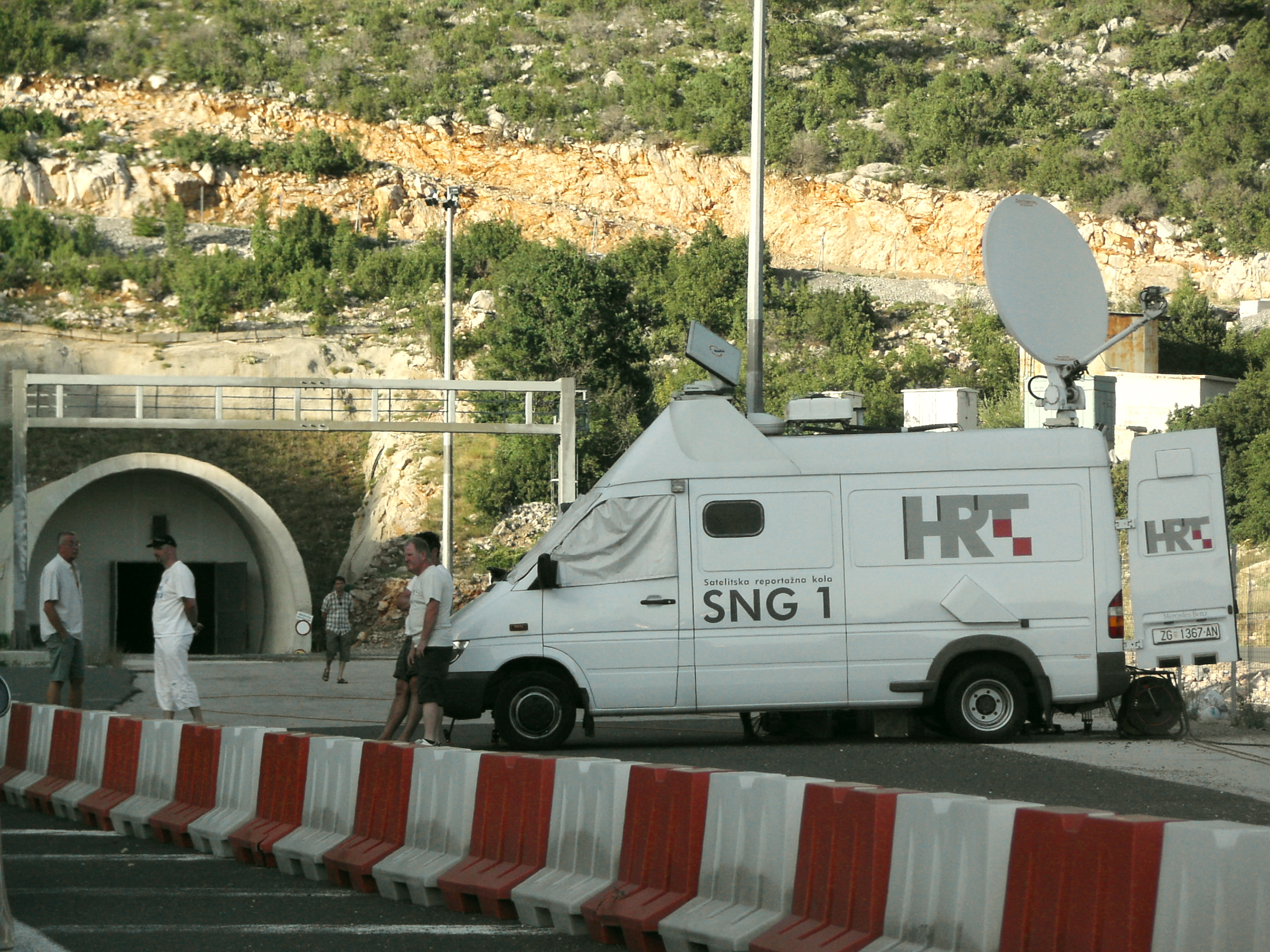
Wóz reporterski telewizji HRT na chorwackiej autostradzie

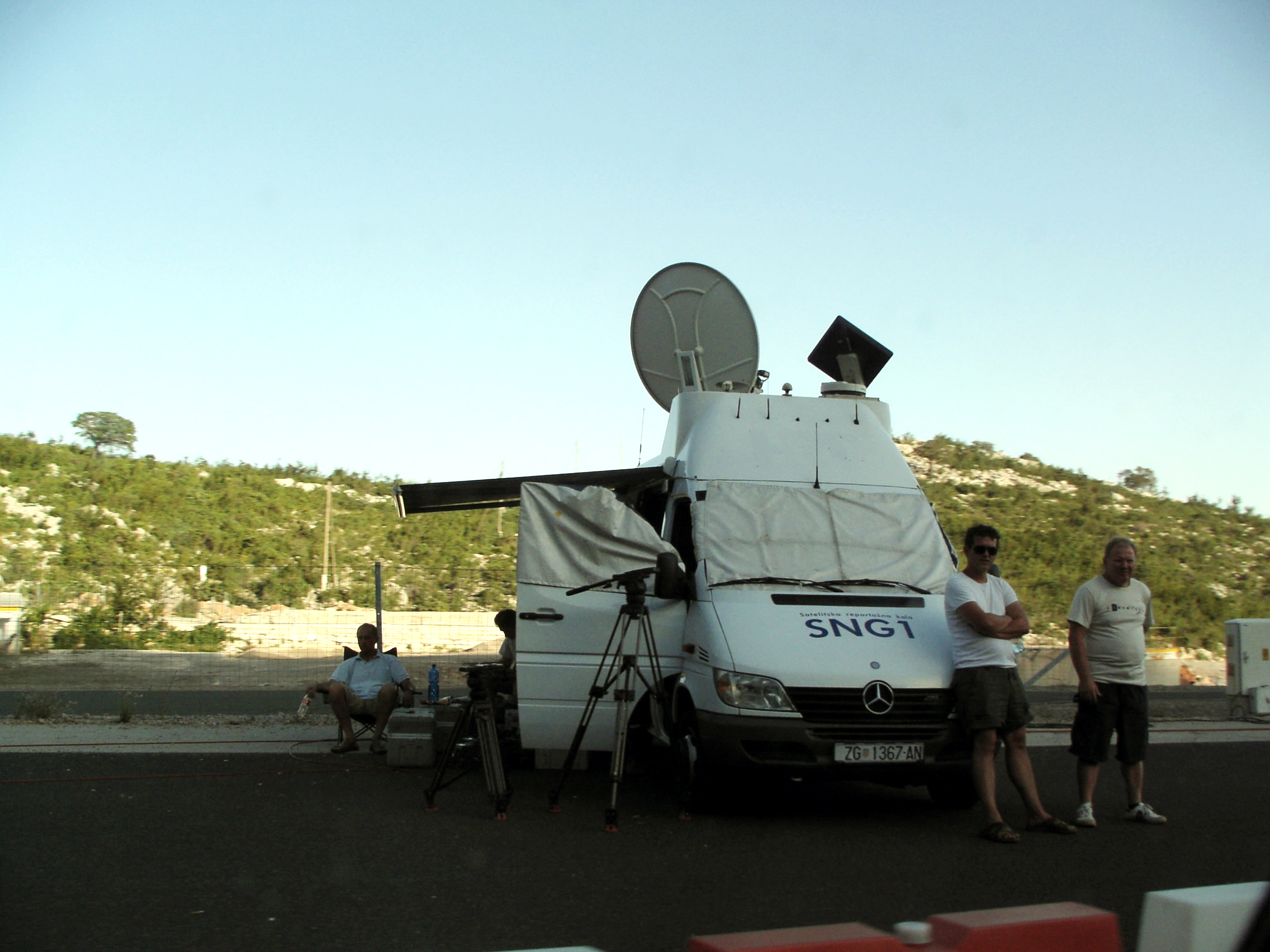
„Chłodzenie” wozu satelitarnego telewizji HRT tuż po łączeniu

Hrvatska radiotelevizija, w skrócie jako HRT – chorwacki publiczny nadawca radiowo-telewizyjny z siedzibą w Zagrzebiu, od 1 stycznia 1993 członek Europejskiej Unii Nadawców (EBU).

## Historia
Początki radiofonii w Chorwacji sięgają lat 20. XX wieku, gdzie pierwszy program radiowy został wyemitowany 15 maja 1926. Halo, halo! Ovdje Radio Zagreb! – tak brzmiały pierwsze słowa wypowiedziane na żywo o godzinie 20:30 na antenie radia przez prezenterkę Bożenę Begović.
30 lat po rozpoczęciu emisji programu radiowego, 7 września 1956 wyemitowany został pierwszy program telewizyjny w Chorwacji, za pośrednictwem nadajnika zlokalizowanego na górze Šljeme w pobliżu Zagrzebia. Drugi program uruchomiono 27 sierpnia 1972. Aż do 2000 roku HRT miała monopol na nadawanie programu telewizyjnego w Chorwacji (Chorwacja była jednym z ostatnich krajów w Europie gdzie telewizja publiczna posiadała monopol telewizyjny), wtedy wówczas uruchomiono pierwszą w kraju stację komercyjną Nova TV.

## Kanały

### Telewizja
- HRT1 (HTV1, potocznie Prvi program) – profil kanału zbliżony jest do polskiej TVP1, na program składają się informacje, publicystyka, filmy, seriale i programy rozrywkowe. Główny program informacyjny HRT1, emitowany codziennie o 12.00 i 19.30, nosi nazwę Dnevnik. Kilkakrotnie w ciągu dnia emitowane są również krótsze wydania dziennika, pod nazwą Vijesti. Na antenie HRT1 zobaczyć można też lokalne wersje takich programów, jak: Milionerzy (Tko želi biti milijunaš?), Najsłabsze ogniwo (Najslabija karika), czy Taniec z gwiazdami (Ples sa zvijezdama), a także amerykańskie seriale, m.in. Ally McBeal, Brzydula Betty (Ružna Betty) oraz program Oprah Show. Kolejnym znaczącym programem emitowanym na tej antenie jest codzienny historyczno-dokumentalny program TV kalendar, który jest emitowany nieprzerwanie od 1976 roku.
- HRT2 (HTV2, potocznie Drugi program) – w ramówce kanału znajdują filmy i seriale, programy dla dzieci i młodzieży, transmisje z widowisk sportowych, a także informacje.
- HRT3 (HTV3, potocznie Treći program) – zazwyczaj w ramówce są programy o kulturze, ale także na tym kanale emitowane są filmy oraz filmy dokumentalne. Emisja rozpoczęła się w 1988 jako TVZ3, w 1989 zmienił nazwę na Z3, a w 1990 - na HTV Z3. Nadawanie zostało przerwane 16 września 1991, wówczas główny nadajnik, wieża telewizyjna Sljeme, został uszkodzony w nalocie lotniczym. Do końca 1991 retransmitował program HTV1. Nadawanie wznowiono 7 listopada 1994, natomiast zakończyło się 28 marca 2004 roku, a później HRT3 powróciło do emisji 13 września 2012 roku.
- HRT4(inne języki) (HTV4, potocznie Četvrti program) – w ramówce emitowane są programy informacyjne. Emisja rozpoczęła się w grudniu 2012 roku.
- HRT Int.(inne języki) (w 2018 roku znany jako HRT5) - międzynarodowy kanał telewizyjny, który rozpoczął nadawanie 1 stycznia 2018. Dokładnie rok później (1 stycznia 2019) przybrał aktualną nazwę.

### Kanały zlikwidowane
- HRT Plus – zlikwidowany kanał telewizyjny, który nadawał w latach 2004-2012. Zastąpił, a później został zastąpiony przez HRT3.
- HRT Sat (inne nazwy: HTV Slika Hrvatske, HTV Pictures of Croatia, HRT Satelitski Program) - zlikwidowany kanał telewizyjny, który nadawał od początku lat 90. do 2016 roku. Został - jako kanał międzynarodowy - zastąpiony przez HRT4(inne języki).

### Radio
- HR1(inne języki) i HR2(inne języki) – w ramówce stacji znajdują się programy informacyjne, rozrywkowe i dokumentalne, a także muzyka. Na antenie HR2 emitowane są informacje dla turystów przygotowywane we współpracy z nadawcami zagranicznymi, nadawane w 4 językach: włoskim (Rai Radio Uno), niemieckim (Hitradio Ö3, Bayerischer Rundfunk), angielskim (Virgin Radio) i chorwackim.
- HR3(inne języki) – programy kulturalne i muzyka poważna.
- HR Glas Hrvatske(inne języki) (HR Voice of Croatia) – kanał przeznaczony dla słuchaczy zamieszkujących poza granicami Chorwacji, wraz z telewizją HRT Sat transmitowany jest do Ameryki Północnej i Południowej oraz Australii.
- HR – programy regionalne – odrębne rozgłośnie radiowe, emitujące własny program, znajdują się w miastach: Zagrzeb (Radio Sljeme), Dubrownik, Knin, Osijek, Pula, Rijeka, Split i Zadar.

### Odbiór
- Cyfrowy przekaz naziemny (DVB-T) – na terenie całej Chorwacji (głównie w okolicach większych miast) emitowane są programy wchodzące w skład cyfrowego multipleksu: HRT1, HRT2 oraz stacje komercyjne (RTL Televizija i NovaTV, a lokalnie także NIT – Nezavisna istarska televizija i Slavonska televizija). Emisja prowadzona jest w systemie MPEG-2. Dodatkowo w Zagrzebiu i najbliższej okolicy realizowany jest eksperymentalny przekaz w technologii HDTV oparty na systemie MPEG-4.
- Przekaz satelitarny:
  - W Europie, Afryce Północnej i na Bliskim Wschodzie za pośrednictwem satelity Hot Bird 6 nadawane są kanały telewizyjne: HRT1, HRT2, HRT Plus/HRT Sat i radiowe: HR1, HR2, HR3, HR Glas Hrvatske, HR Pula. Kanały radiowe są ogólnodostępne (przekaz niekodowany), natomiast HRT2 i HRT Puls/HRT Sat są w całości kodowane w systemie Viaccess. Program HRT1 jest w większości niekodowany, z wyjątkiem audycji, do których emisji HRT posiada prawa jedynie na terenie Chorwacji (głównie filmów, seriali i programów realizowanych w oparciu o zagraniczne licencje oraz niektóre transmisje sportowe). W oficjalnej sprzedaży znajdują się karty umożliwiające odbiór wszystkich kanałów HRT z satelity. Oferowane są zarówno mieszkańcom Chorwacji, jak i innych krajów położonych w zasięgu satelity Hot Bird, jednak po znacznie wyższej cenie.
  - W Ameryce Północnej za pośrednictwem satelity AMC 4 transmitowane są programy HRT Sat i HR Glas Hrvatske, przekaz kodowany w systemie Irdeto 2.
  - W Ameryce Południowej z satelity AMC 4 dostępne są programy HRT Sat (przekaz niekodowany) i HR Glas Hrvatske (przekaz kodowany)
  - W Australii programy HRT Sat i HR Glas Hrvatske dostępne są z satelity Optus B3, przekaz kodowany w systemie Irdeto 2.
- Internet – HRT udostępnia na swojej stronie internetowej bezpłatny streaming swoich kanałów radiowych: HR1, HR2, HR3, HR Glas Hrvatske i programów regionalnych z Rijeki, Puli, Osijeka, Splitu i Zagrzebia. Streaming HR Dubrovnik dostępny jest na jego stronie internetowej .